# La Carlota (Argentyna)
La Carlota – miasto w Argentynie, w prowincji Córdoba, stolica departamentu Juárez Celman.
Według danych szacunkowych na rok 2010 miejscowość liczyła 12 537 mieszkańców.